# NGC 6457
NGC 6457 é uma galáxia elíptica (E-S0) localizada na direcção da constelação de Draco. Possui uma declinação de +66° 28' 34" e uma ascensão recta de 17 horas, 42 minutos e 52,7 segundos.
A galáxia NGC 6457 foi descoberta em 8 de Junho de 1885 por Edward D. Swift.